# Coendou prehensilis
Espèce
Statut de conservation UICN

 LC  : Préoccupation mineure
Le  Porc-épic du Brésil ou Coendou à queue prenante (Coendou prehensilis) est un porc-épic américain semi-arboricole présent dans les forêts tropicales au Mexique et à travers une grande partie de l'Amérique du Sud. L'épithète spécifique fait référence à sa queue préhensile, longue et couverte de petites écailles, qui lui sert de cinquième membre pour s'accrocher solidement aux branches.

## Dénominations et taxinomie
Cette espèce a été décrite pour la première fois en 1758 par le naturaliste suédois Carl von Linné (1707-1778).
- Nom scientifique valide : Coendou prehensilis (Linnaeus, 1758)
- Noms vulgaires (vulgarisation scientifique) ou noms vernaculaires (langage courant) : Porc-épic à queue préhensile[1] ou Porc-épic préhensile[2] comme d'autres espèces de la famille des Erethizontidae. On le nomme aussi Coendou à queue prenante[3],[1] ou encore Porc-épic du Brésil[1] et Porc-épic brésilien[3] bien qu'il ne soit pas le seul puisqu'une espèce proche, Coendou nycthemera, est présente dans ce même pays.

## Description

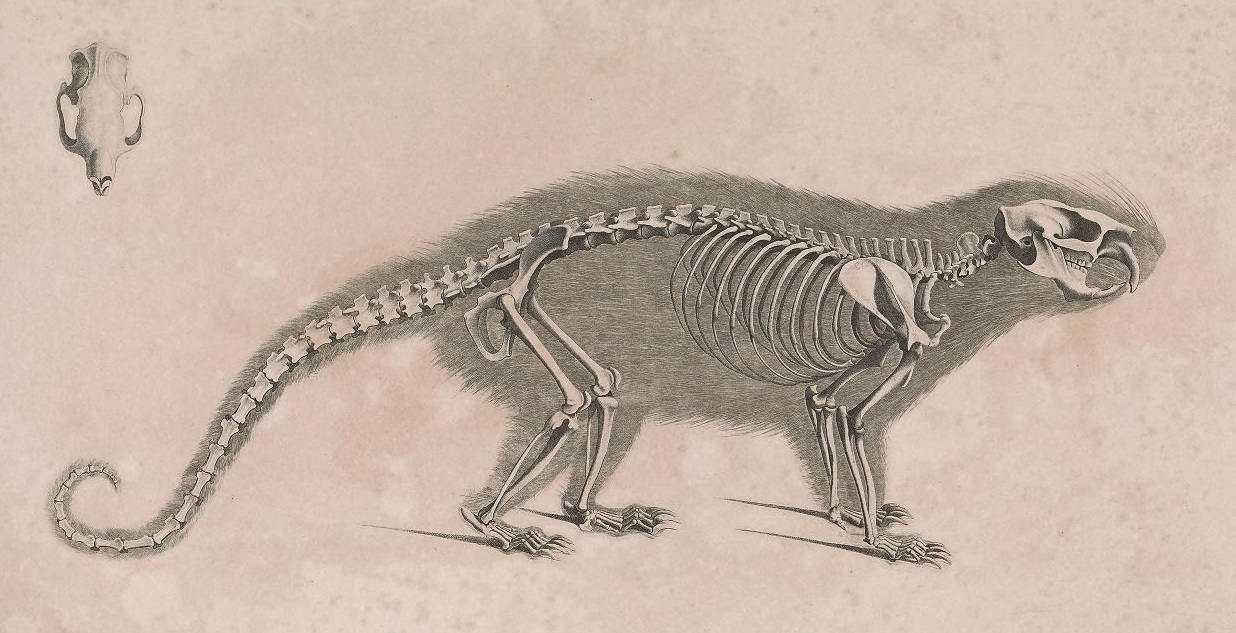
Squelette de Coendou prehensilis

Le coendou est un genre de porc-épic qui a une queue préhensile. Il est couvert de longs piquants tricolores, jaunes, noirs et blancs. Il pèse entre 2 et 4,5 kg. La longueur de son corps est de 30 à 60 cm et sa queue ne mesure pas moins de 33 à 45 cm. L'espérance de vie de ce coendou est de 15 ans.

## Habitat
Comme les autres coendous, le prehensilis vit dans la forêt. On ne l'aperçoit que très rarement en raison de la densité des feuillages de la jungle amazonienne où il vit. Le coendou vit aussi près des marais.

## Comportement

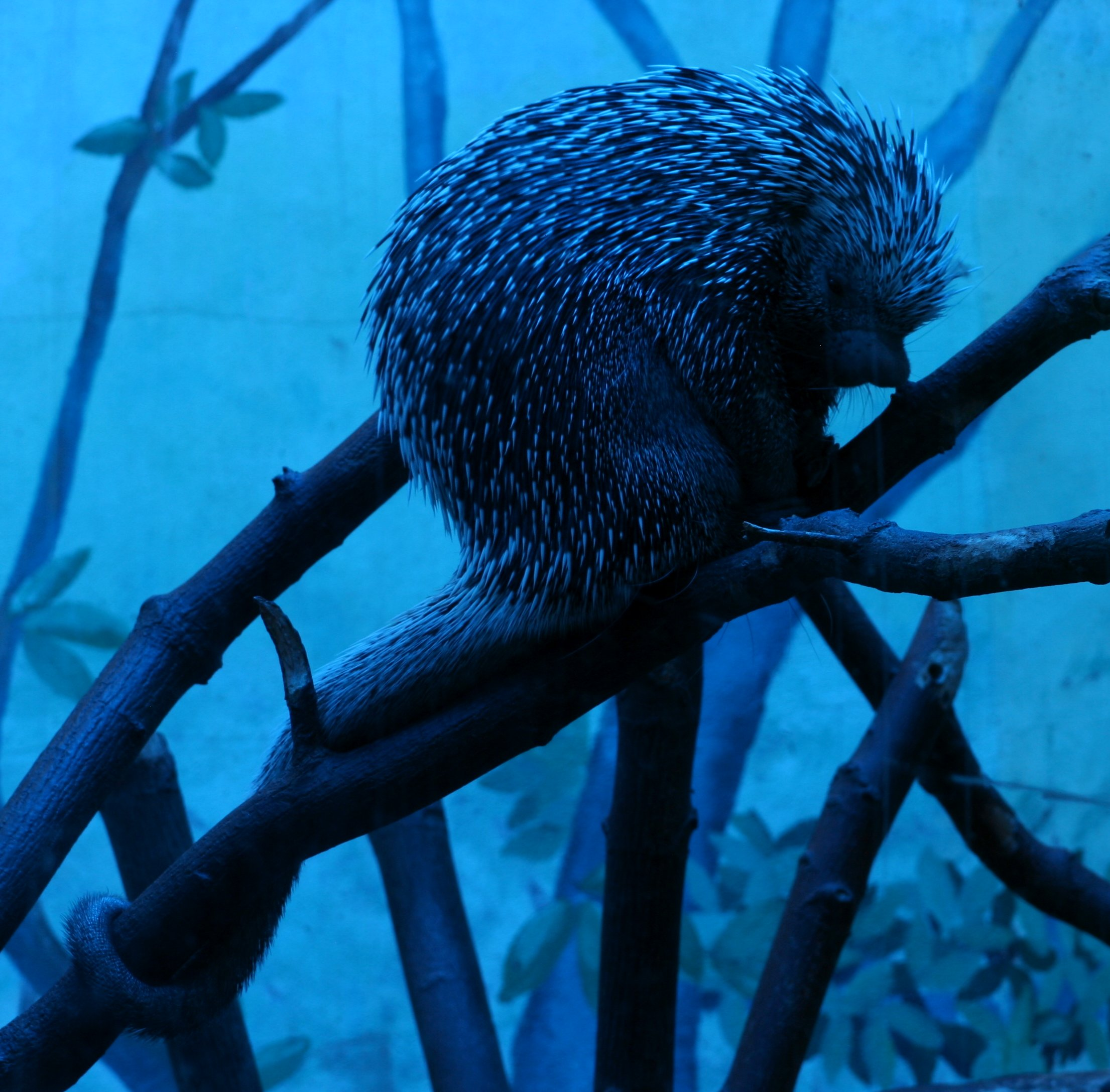
Coendou prehensilis

Le coendou a des mœurs nocturnes et dort le jour, enroulé sur lui-même dans une fourche de branches. Il se déplace lentement et posément. Il a le pied sûr et grimpe jusqu'à l'extrémité des rameaux pour y cueillir les feuilles et les bourgeons qui composent son menu. Ce rongeur est strictement végétarien et ses dents longues en forme de ciseaux à bois lui permettent de sectionner aisément les branches, qu'il dépouille ensuite de leurs feuilles. Lorsqu'il en a l'occasion, il établit son gîte dans un trou d'arbre, où la femelle met au monde son petit. Le cri caractéristique du coendou ressemble à un gémissement d'enfant. Cet animal ne manifeste aucune peur de l'homme et se comporte en captivité comme s'il se trouvait en liberté. Il se régale de bananes bien mûres.

## Reproduction
La période de gestation du coendou est de 180 à 200 jours environ. Un seul petit est mis au monde, dont le poids à la naissance est de 280 à 425 g.